# Обала бескраја
Обала бескраја (енгл. Infinity's Shore) је научнофантастични роман Дејвида Брина из 1996. То је пета књига у серији од шест књига о тзв. „напредном универзуму“ који је осмислио сам писац (претходни роман је „Блистави спруд“, а следећи „Небески досег“).

## Радња
Време радње овог романа је смештено у будућности на планети званој Јијо, која је по галактичким законима „остављена на угар“. То значи да су њени претходни закупци напустили планету како би оставили простора и времена природи те планете да се опорави. Међутим, из разних разлога, што бежећи од одмазде или у потрази за животом ван строгих галактичких закона, на планету је тајно пристигло чак седам разумних раса, међу којима и људска. Те прве избеглице су се одрекле своје напредне технологије, бацајући је са својим свемирским бродовима у море, остављајаћу својим потомцима живот налик на средњовековни и „свете списе“ у којима захтевају од њих да се брижљиво (еколошки) односе према планети на којој њихово присуство није одобрено.

Судбине становника ове планете постају веома тешке када планету окупирају Јофури који теже да потпуно униште целу једну разумну расу, али и да потчине све остале. Ипак, њихов главни мотив је да заробе брод са земље који је утекао њиховој потери и који носи вредан товар; тајну која би могла да промени све постојеће односе међу разумним врстама у пет галаксија. Тај брод, са људском и делфинском посадом, крије се у мору ове планете и на све начине покушава да утекне прогонитељима. Очајни, становници Јијоа такође покушавају да се супротставе Јофурима својом примитивном технологијом, али и склапањем савеза са Ротхенима који су још пре Јофура доспели на Јијо и чије су намере недвосмислено лоше...

## Преводи
- француски: „Le Chemin des bannis“ & „Les Rives de l′infini“ 1998.
- немачки: „Ring der Sonnen“ („Сунчев прстен“), 1999.
- пољски: „Brzeg nieskończoności“ („Обала бескраја“), 2001.
- руски: „Берег бесконечности“ („Обала бескраја“), 2003.
- шпански: „La costa del infinito“ („Обала бескраја“), 1999.